# Старцев Вадим Володимирович
Вадим Володимирович Старцев (нар. 22 березня 1978, Перевальськ, Луганська область, УРСР) — український футболіст, воротар.

## Життєпис
Футболом розпочав займатися 1992 року в луганському УОР. Розпочав професіональну кар'єру 1 квітня 1995 року, в сакському «Динамо», яке виступало в другій лізі чемпіонату України. Наступного року перейшов в алчевську «Сталь», в якій 24 квітня 1996 року, дебютував у Першій лізі, але пізніше втратив місце в основі і був відправлений в оренду в команду «Динамо» зі Стаханова, в якій дебютував 15 серпня 1998 року. Того ж року він повернувся в «Сталь» (Алчевськ), в складі якої, він вийшов до вищої лігу, в якій він дебютував 12 липня 2000 року. У 2004 році був відданий в оренду в діпродзержинську «Сталь», в якій він відіграв один матч. Того ж року знову повернувся в «Сталь» (Алчевськ), з якої він знову вийшов до вищої ліги, але поступово програв конкуренцію за місце в основі й пішов у «Шахтар» зі Свердловська, в складі якого дебютував 20 липня 2008 року і звідки пішов у 2012 році. Завершував кар'єру в аматорських клубах «Шахтар» (Перевальськ) та «Хімобладнання» (сєвєродонецьк). З 2012 по 2014 рік працював тренером в молодіжній академії алчевської «Сталі».

## Досягнення
- Перша ліга Україна
  -  Чемпіон (1): 2004/05
  -  Срібний призер (1): 1999/00